# 本頓鎮區 (愛荷華州韋恩縣)
本頓鎮區（英語：Benton Township）是位於美國愛荷華州韋恩縣的一個行政鎮區。

## 地方資料
根據2010年美國人口普查的數據，本頓鎮區的面積為94.28平方千米，當中陸地面積為93.89平方千米，而水域面積為0.39平方千米。當地共有人口191人，而人口密度為每平方千米2.03人。